# Separation Anxiety
《Separation Anxiety》는 2008년 3월 20일 발매된 넬의 통산 6집 앨범이자 정규 4집 앨범이며, 2006년 3집 《Healing Process》 이후 1년 6개월 만의 정규 앨범이다. 이 앨범에서는 〈기억을 걷는 시간〉이 타이틀곡, 〈멀어지다〉가 후속곡이다.

## 수록곡
전체 작사·작곡: 김종완
| #   | 제목                    | 편곡                           | 재생 시간 |
| --- | ----------------------- | ------------------------------ | --------- |
| 1.  | Separation Anxiety      | 김종완, 이재경, 이정훈, 정재원 | 4:12      |
| 2.  | Moonlight Punch Romance | 김종완, 이재경, 이정훈, 정재원 | 3:57      |
| 3.  | 기억을 걷는 시간        | 김종완, 이재경, 이정훈, 정재원 | 5:12      |
| 4.  | 멀어지다                | 김종완, 이재경, 이정훈, 정재원 | 3:41      |
| 5.  | Promise Me              | 김종완, 이재경, 이정훈, 정재원 | 4:34      |
| 6.  | 1:03                    | 김종완, 이재경, 이정훈, 정재원 | 4:19      |
| 7.  | Fisheye Lens            | 김종완, 이재경, 이정훈, 정재원 | 5:18      |
| 8.  | Afterglow               | 김종완, 이재경, 이정훈, 정재원 | 6:38      |
| 9.  | Tokyo                   | 김종완, 이재경, 이정훈, 정재원 | 5:28      |
| 10. | 12 seconds              | 김종완, 이재경, 이정훈, 정재원 | 8:44      |
| 11. | _                       | 김종완                         | 2:40      |

## 평가
일렉트로니카, 록, 그리고 오케스트라 간의 절묘한 조화를 통해 전에 없이 세련되고 풍성한 사운드를 구현하여, 넬의 앨범 중 가장 성숙한 앨범이라는 평가도 있으나, 넬의 색깔을 잃어버린 데에 대한 아쉬움을 표출하는 사람들도 있고, 예전의 사운드를 완전히 벗어나지 못했다는 평가도 있다.

## 사연 및 가설
- 팬들 사이에서 이 앨범은 '세앵 앨범', '분리 불안 앨범' 등으로 불린다.
- 김종완은 평소 알던 전문의로부터 '분리 불안'(Separation Anxiety)에 대한 자문을 구하기 위해서 직접 정신과를 방문하였다.[1]
- 〈Separation Anxiety〉는 낙태에 관련된 곡이라는 의견이 있다. 후에 영화 외톨이의 OST로 삽입되었다.
- 〈Moonlight Punch Romance〉는 곡 작업을 끝낸 후에도 제목이 지어지지 않아 고민했던 곡이다. 제목에 '달빛'을 넣고 싶어 '달빛의 노래' 등의 여러 후보들을 두고 마땅한 것이 없어 고민하던 중 정재원이 장난으로 '달빛로망펀치'라고 외친 것을 김종완이 영어로 바꿔 제목을 지었다. 예쁜 멜로디와 달리 자살 노래이다. 동반자살 노래가 아니냐는 의견이 있다.
- 〈기억을 걷는 시간〉은 넬이 SBS 인기가요에서 1위를 차지하면서 처음으로 공중파 음악 방송 차트에서 1위를 한 곡이다. 최대한 심플하게 녹음하고자 드럼도 작은 방에서 최소한의 마이크를 두고 녹음했다. 〈마음을 잃다〉, 〈Good Night〉 등이 일반 대중들에게 좀 더 가까이 다가가게 해준 곡들이라면 이 곡은 SBS 인기가요뿐 아니라 다른 음악 방송 차트, 음원차트 등 에서도 모두 상위권에 랭크되어 일반 대중들에게서까지 사랑을 받은 곡이다. 그들이 1위를 하고 나서 김종완과 이정훈이 어이 없는 일이라고 했다. 이 앨범에서 이정훈이 가장 좋아하는 곡이자, 김종완이 동시에 멜로디와 가사를 쓴 곡이다.
- 〈Promise Me〉는 이 앨범에서 이재경이 가장 좋아하는 곡이다. 김종완이 멤버들을 생각하며 만든 곡이라는 소문이 있다.[출처 필요]
- 〈1:03〉은 곡 작업이 끝난 시간이 새벽 1시 3분이라 지어진 제목이다. 에픽하이의 곡 중 1:03이라는 제목의 곡이 있었으나, 그 곡이 수록된 앨범이 발매되기 전 넬의 앨범 트랙에 같은 제목이 있는 것을 보고 놀란 타블로가 '서울, 1:13 AM'으로 제목을 바꾼 에피소드가 있다. 이 앨범에서 정재원이 가장 좋아하는 곡들 중 하나이다.
- 〈Fisheye Lens〉는 기독교 성서에 나오는 소돔과 고모라에 관한 멸망을 풀어서 쓴 것이라 해석되고 있다. 어안렌즈가 실물을 실제보다 부풀리거나 왜곡해서 본다는 뜻으로, 다른 이들을 왜곡하거나 꼬아서 보는 사람들을 향한 곡이라는 소문도 있다.
- 〈Afterglow〉는 안락사 당하는 이에 관한 이야기라는 해석이 있다. 자신이 사랑하는 사람과 마지막까지 함께 있고 싶다는 가사와 함께, 드럼 소리가 심장 소리나 시계 초침 소리를 표현한 것 같다는 의견이 있다.
- 〈Tokyo〉는 김종완과 이정훈이 도쿄의 악기 매장에 갔다가 그 곳에서 즉석으로 만든 곡이다. 이 앨범에서 정재원이 가장 좋아하는 곡들 중 하나이다.
- 〈12 seconds〉는 자살 노래라는 해석이 많은 곡이며, 곡에서의 바람소리는 옥상 위의 바람소리, 곡 중간에 들리는 종이에 글을 쓰는 소리는 유서 쓰는 소리라는 의견이 많다. 제목에 대해서는 사람이 죽고 난 뒤 삶이 주마등처럼 스쳐지나가는 동안의 시간 혹은 라이트 형제의 첫 비행이자 인류의 첫 비행시간 등 많은 해석이 있으나 정확한 것은 없다. 이 앨범에서 김종완이 가장 좋아하는 곡이다.
- 〈_〉(Under Bar, 언더 바)는 김종완이 가사가 현실적이고 직설적이라 굳이 제목을 지을 필요가 없을 것 같아 고민하다, 이정훈이 지은 제목이다. 가사가 잘 들리지 않도록 과도한 기계음을 이용해 목소리를 변형시켰고, 그런 이유로 앨범의 가사집에도 가사가 적혀있지 않다. 이스트소프트의 알송 내에 들어있는 편집 프로그램을 이용하여 12키를 낮춰들으면 김종완의 실제 목소리를 들을 수 있다.

## 백워드 마스킹
백워드 마스킹(Backward Masking)이란 인위적으로 본래의 곡에 가사나 멜로디를 거꾸로 삽입하는 것이다.
- Separation Anxiety(02:47~03:10) : 높은 음으로 새로운 목소리와 불분명한 가사가 들린다.